# L'ordine naturale dei sogni
L'ordine naturale dei sogni (Cemetery Junction) è un film del 2010 diretto da Ricky Gervais e Stephen Merchant.
Si tratta di un racconto di formazione ambientato in una cittadina inglese nei primi anni settanta.

## Trama
Inghilterra, 1973. Tre amici, Freddie, Snork e Bruce, vivono in piccolo paese chiamato Cemetery Junction, nella periferia di Reading.
Ognuno dei tre ragazzi ha i propri desideri e le proprie aspettative, ma queste vengono ostacolate dalla mentalità provinciale e dalle poche prospettive che il piccolo paese può offrire.
Freddie con il desiderio di un lavoro migliore, Snork che vorrebbe crearsi una famiglia e infine Bruce, il ribelle, vorrebbe lasciare il paese per cercare fortuna altrove.
Passano le loro giornate solo a divertirsi e senza prendersi le loro responsabilità; ma presto qualcosa li cambierà rendendoli più maturi e responsabili.
Quando Freddie riuscirà a trovare un nuovo lavoro e la sua ex, ognuno di loro tre si troverà davanti a delle scelte importanti per il loro futuro.

## Riconoscimenti
Tom Hughes è stato candidato come miglior attore esordiente ai British Independent Film Awards 2010.